# Fischbacher Alpen
Fischbacher Alpen är en bergskedja i Österrike.   Den ligger i förbundslandet Steiermark, i den östra delen av landet, 110 km sydväst om huvudstaden Wien.
Fischbacher Alpen sträcker sig 4,6 km i öst-västlig riktning. Den högsta toppen är Hochschlag, 1 580 meter över havet.
Topografiskt ingår följande toppar i Fischbacher Alpen:
- Aibel
- Hochschlag

I omgivningarna runt Fischbacher Alpen växer i huvudsak blandskog. Runt Fischbacher Alpen är det ganska tätbefolkat, med 80 invånare per kvadratkilometer.